# In Requiem
In Requiem – jedenasty album studyjny brytyjskiej grupy metalowej Paradise Lost.

## Lista utworów
Opracowano na podstawie materiału źródłowego.
1. "Never For The Damned" (sł. Nick Holmes; muz. Gregor Mackintosh) - 5:02
2. "Ash & Debris" (sł. Nick Holmes; muz. Gregor Mackintosh) - 4:16
3. "The Enemy" (sł. Nick Holmes; muz. Gregor Mackintosh) - 3:39
4. "Praise Lamented Shade" (sł. Nick Holmes; muz. Gregor Mackintosh) - 4:02
5. "Requiem" (sł. Nick Holmes; muz. Gregor Mackintosh) - 4:25
6. "Unreachable" (sł. Nick Holmes; muz. Gregor Mackintosh) - 3:38
7. "Prelude To Descent" (sł. Nick Holmes; muz. Gregor Mackintosh) - 4:11
8. "Fallen Children" (sł. Nick Holmes; muz. Gregor Mackintosh) - 3:38
9. "Beneath Black Skies" (sł. Nick Holmes; muz. Gregor Mackintosh) - 4:12
10. "Sedative God" (sł. Nick Holmes; muz. Gregor Mackintosh) - 3:59
11. "Your Own Reality" (sł. Nick Holmes; muz. Gregor Mackintosh) - 4:02

Utwory dodatkowe;
1. Missing (cover Everything but the Girl) (Digipak, Vinyl Box Set)
2. Silent in Heart (Digipak, Vinyl Box Set)
3. Sons of Perdition (Japan)
4. Godless (Vinyl Box Set)

## Twórcy
Opracowano na podstawie materiału źródłowego.
- Nick Holmes - śpiew
- Gregor Mackintosh - gitara prowadząca, instrumenty klawiszowe
- Aaron Aedy - gitara rytmiczna
- Steve Edmondson - gitara basowa
- Jeff Singer - perkusja
- Leah Randi - gościnnie śpiew w "The Enemy" i "Praise Lamented Shade"
- Heather Thompson - gościnnie śpiew w "The Enemy"
- Rhys Fulberg - produkcja muzyczna
- Mike Fraser - miksowanie
- Shaun Thingvold, Chris Elliott - inżynieria dźwięku
- Andy Farrow - mastering
- Seth Siro Anton - okładka oprawa graficzna
- Chiaki Nozu - zdjęcia

## Pozycje na listach
| Lista | Kraj   | Pozycja |
| ----- | ------ | ------- |
| OLiS  | Polska | 48      |